# Batalla de Diriangén
La batalla de Diriangén fue una batalla que se desarrolló el 17 de abril de 1523 en territorio de la actual ciudad de Diriamba, departamento de Carazo, en el marco de la exploración del territorio de Nicaragua por parte de la expedición comandada por el capitán y conquistador español Gil González Dávila. Se enfrentaron los guerreros unidos de dirianes, nagrandanos, kwawkapolkanos y kakawatecos contra los conquistadores españoles con sus aliados tlaxcaltecas.
Los españoles, comandados por el capitán Gil Gónzalez Dávila, detienen el ataque de los indígenas, al mando de los caciques Diriangén, Macuilmiquiztli y Wemak, luego de más de cuatro horas de cruenta lucha, los españoles logran replegarse hacia el sur.
Después de la batalla, se inició la retirada del actual territorio nicaragüense de la expedición de Gil González, retrasando los planes de conquista que desde Panamá impulsaba Pedrarias Dávila.
La tradición oral ha fijado y conserva como sitio de la batalla la llamada Quebrada del Perro que hoy en día es una calle pavimentada en la ciudad de Diriamba fundada en la región llamada Manquesa por los españoles.

## Antecedentes
Al momento de la llegada de los españoles, Gil González Dávila viajó al occidente de Nicaragua con un pequeño ejército de poco más de 100 hombres conformado por conquistadores y sus aliados tlaxcaltecas. Exploraron los fértiles valles occidentales y quedaron impresionados con las civilizaciones nahua y otomangue por las vastas cantidades de alimentos que tenían además de sus florecientes mercados, templos permanentes y red comercial. Dávila se reunió con Macuilmiquiztli quien era el gobernante más poderoso de la Nicaragua precolombina, y había dado la bienvenida a los españoles y sus aliados tlaxcaltecas. Diriangén había sido alertado de este contacto ya que los chorotegas habían estado en guerras continuas con los señoríos nahua de Kwawkapolkan y Kakawatan. Además, Diriangén se mostró cauteloso respecto a los conquistadores y se mostró escéptico sobre sus intenciones, lo que fue la reacción opuesta de su enemigo Macuilmiquiztli.
Sin embargo, Dávila y su ejército aprovecharon la oportunidad para reunir oro y bautizar a algunos de los nahuas al catolicismo en el camino, para gran desaprobación de Macuilmiquiztli. En respuesta a esto, Diriangén llegó con un séquito de cinco trompetistas, cinco flautistas, quinientos hombres que traían patos y dieciséis mujeres con hachas y platos de oro. Cuando los españoles exigieron a Diriangén y a los ahora escépticos caciques Macuilmiquiztli, Wemak y el rey de Nicoya que se bautizaran, que renunciaran a sus creencias paganas, que entregaran el resto de su oro y joyas, y obedecer al Rey de España, los caciques se negó y Diriangén prometió regresar en tres días. En tres días, regresó con cuatro mil soldados dirianes y nagrandanos y, junto con las ahora rebeldes guerreros kwawkapolkanos y kakawatecos, junto obligaron a Dávila y sus hombres a retirarse a Panamá.

## La batalla
Al mediodía del sábado 17 de abril de 1523 se inició la batalla. 
Diriangén al frente de cuatro mil guerreros dirianes y nagrandanos Además de un número no revelado de guerreros kwawkapolkanos y kakawatecos, ganó la lucha contra los 100 españoles y tlaxcaltecas comandados por Gil González Dávila.
Los indígenas tienen armaduras largas y gruesas de algodón acolchado que se extendían hasta los muslos y las rodillas, y contaban con macanas de piedras, lanzas y flechas con afiladas puntas de obsidiana, y cuchillos y dagas con hojas de obsidiana.
A la tarde la batalla había terminado. 
Se supone de muchos muertos y heridos por parte de las guerreros indígenas y de algunos heridos entre los españoles.

## Alianza Nahua-Chorotega
A pesar de la enemistad entre los chorotegas y nahuas, Diriangén y Macuilmiquiztli hicieron las paces y acordaron luchar juntos contra los españoles y tlaxcaltecas. Esto formó una alianza indígena entre las tribus chorotega y los señoríos nahuas de Kwawkapolkan gobernados por Macuilmiquiztli y Kakawatan gobernados por Wemak, el primo de Macuilmiquiztli. La alianza fracasó dos años después de que Francisco Hernández de Córdoba aniquilara a los guerreros indígenas en batalla con la ayuda de sus guerreros tlaxcaltecas.

## Consecuencias
El aura de divinidad que los indígenas daban a los conquistadores venidos del mar considerándolos como dioses fue destruido.
Debido a la abrumadora resistencia de los indígenas, Gil González Dávila navegó de regreso a Panamá.